# Adelaide Hall
Adelaide Louise Hall, född 20 oktober 1901 i Brooklyn i New York, död 7 november 1993 i London, var an amerikansk jazzsångerska och scenartist. Hennes genombrott kom som "körflicka" i broadwaymusikalen Shuffle Along 1921, varefter hon uppträdde med artister som Art Tatum, Louis Armstrong, Duke Ellington (speciellt "Creole Love Call" 1927 som blev den första internationella hitlåten för både Ellington och Hall) och Fats Waller, samt uppträdde i, bland annat, flera brodwayproduktioner - som Runnin' Wild (1923), Blackbirds of 1928 (1928), Brown Buddies (1930) och Jamaica (1957).